# Homöostase
Homöostase (altgriechisch ὁμοιοστάσις homoiostásis, deutsch ‚Gleichstand‘) bezeichnet einen Gleichgewichtszustand eines offenen dynamischen Systems, der durch einen internen regelnden Prozess aufrechterhalten wird. Sie ist damit ein Spezialfall der Selbstregulation von Systemen. Der Begriff wird in zahlreichen Disziplinen wie zum Beispiel in der Physik, Chemie, Biologie, Ökologie, in den Wirtschaftswissenschaften, der Soziologie, der Psychologie, der Sportwissenschaften, der Medizin oder in der Rechtswissenschaft angewendet. Ein System in Homöostase ist ein Homöostat.

## Geschichte
Das Konzept der Homöostase wurde um 1860 von dem Physiologen Claude Bernard beschrieben und der Begriff und seine Bezeichnung 1929 und 1932 von Walter Cannon, der damit ausdrücken wollte, wie sich der menschliche Körper bei Krankheiten oder Einwirkungen von außen selbst regulierte, und von Karl Ludwig von Bertalanffy geprägt. Cannons Vorstellungen ähnliche Thesen formulierte bereits 1926 Kurt Rüdiger von Roques in seinen Konzeptionen.

## Biologie und Medizin
Die Biologie kennt viele Gleichgewichtszustände, deren Wahrung durch spezielle homöostatische Prozesse geschieht. Das Gleichgewicht kann innerhalb einer Zelle, eines Organs oder über einen Organismus aufrechterhalten werden. Die zu erhaltende Eigenschaft kann anatomisch, chemisch, physikalisch oder mathematisch (Zellanzahl) sein. In der Physiologie ist der Begriff der Homöostase als Konstanterhaltung eines inneren Milieus (Soll-Zustand) definiert, die durch Regelung zustande kommt. Ein Beispiel dafür ist die Homöostase des Gehirns, die durch die Blut-Hirn-Schranke aufrechterhalten wird. Weitere Beispiele für körperliche Homöostasen sind:
- Volumen- und Osmoregulation
- Calcium- und Phosphathaushalt
- Säure-Basen-Haushalt
- Atemantrieb zur Homöostase der Partialdrücke von Sauerstoff und CO2 und zur respiratorischen Kompensation von Säure-Basen-Störungen
- Blutdruckregulation
- Homöostase des Eisenbestands
- hormonelle Regulation. Im Zusammenhang mit der Hormonproduktion wird von einer klinischen Homöostase gesprochen.[6]
- Regulation des Blutzuckerspiegels
- Regulation des Energiehaushaltes, siehe Energieumsatz, Energiebilanz (Ernährung), Übergewicht, Glucagon, Insulin, Leptin, Thermogenin, Adipozyten, Hungerstoffwechsel; Störungen: Metabolisches Syndrom, Insulinresistenz, Leptinresistenz
- Thermoregulation
- Reflexe zur Sicherung der Körperhaltung gegen die Gravitation oder äußere Störungen
- Schlaf und homöostatischer Druck (Schlafdruck). Der Schlafbedarf baut sich während der Wachzeit auf und während des Schlafes wieder ab. Adenosin spielt hierbei eine wichtige Rolle.

## Sozialwissenschaften
Im Falle sozialer Systeme haben Niklas Luhmann, Francisco Varela und Humberto R. Maturana dafür plädiert, den Begriff Homöostase durch den Begriff Homöodynamik zu ersetzen, da die Stasis einen Stillstand und damit den Tod eines (selbstregulierenden) Systems bezeichnen würde.